# Amadeu Amaral (Marília)
Amadeu Amaral é um distrito do município brasileiro de Marília, no interior do estado de São Paulo.

## História

### Formação administrativa
- Distrito criado pelo Decreto-Lei n° 14.334 de 30/11/1944, com o povoado de Santa Isabel mais terras desmembradas dos distritos sedes de Marília e Lutécia e dos distritos de Ocauçu e Nuretama (atual Campos Novos Paulista)[3].

## Geografia

### Demografia

#### População urbana
| Crescimento população urbana | Crescimento população urbana | Crescimento população urbana | Crescimento população urbana |
| Censo                        | Pop.                         |                              | %±                           |
| ---------------------------- | ---------------------------- | ---------------------------- | ---------------------------- |
| 1950                         | 226                          |                              | —                            |
| 1960                         | 193                          |                              | −14,6%                       |
| 1970                         | 133                          |                              | −31,1%                       |
| 1980                         | 111                          |                              | −16,5%                       |
| 1991                         | 154                          |                              | 38,7%                        |
| 2000                         | 147                          |                              | −4,5%                        |
| 2010                         | 153                          |                              | 4,1%                         |
| Fonte: IBGE e Fundação SEADE |                              |                              |                              |

#### População total
Pelo Censo 2010 (IBGE) a população total do distrito era de 575 habitantes.

### Área territorial
A área territorial do distrito é de 229,802 km².

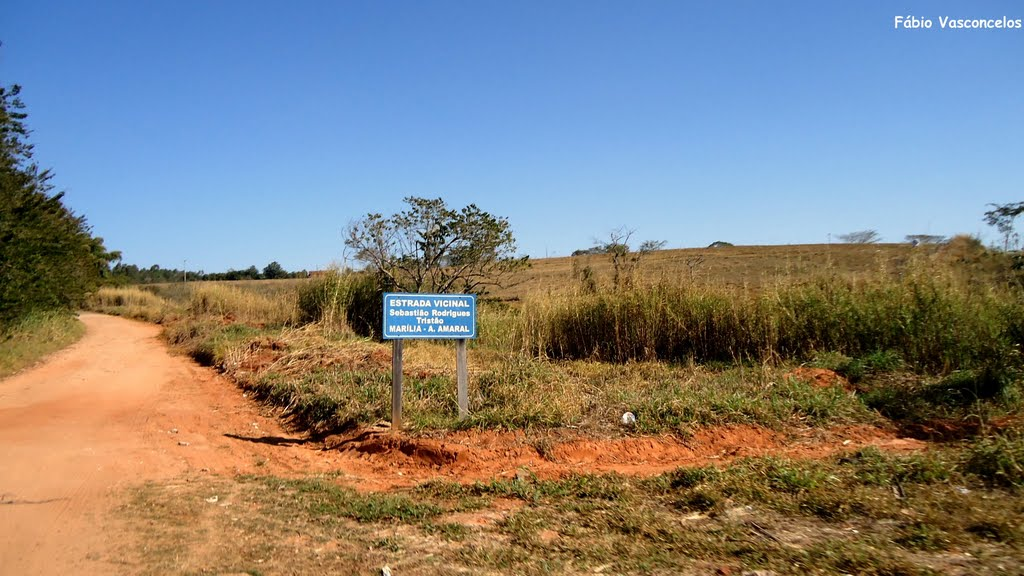
Estrada vicinal de acesso.

### Rodovias
O principal acesso à Amadeu Amaral é a estrada vicinal Sebastião Rodrigues Tristão (sem asfalto) que liga o distrito à Rodovia Rachid Rayes (SP-333).

### Hidrografia
- Rio do Peixe

## Serviços públicos

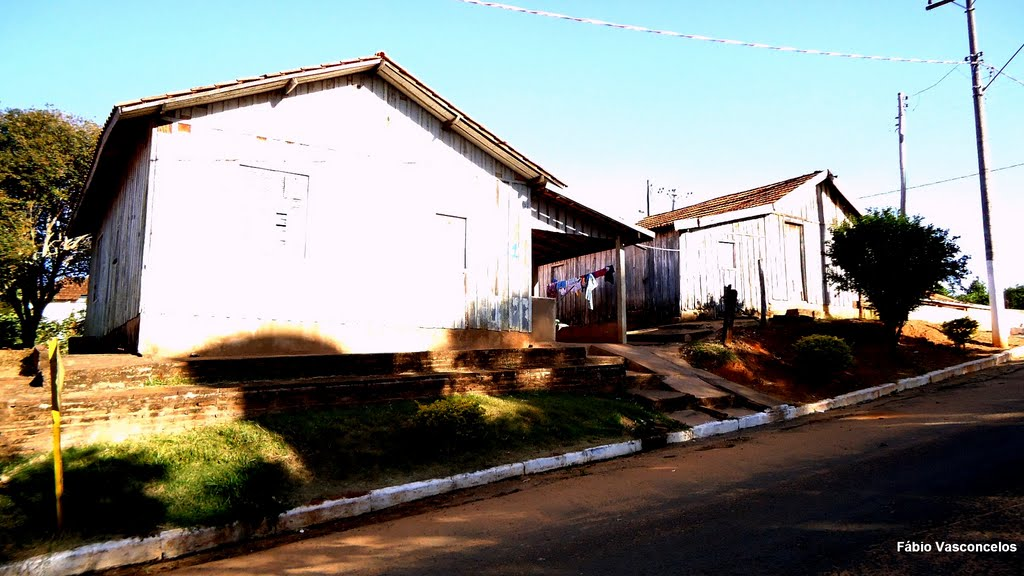
Aspecto local.

### Registro civil
Atualmente é feito na sede do município, pois o Cartório de Registro Civil das Pessoas Naturais do distrito foi extinto pela Resolução nº 1 de 29/12/1971 do Tribunal de Justiça do Estado de São Paulo, e seu acervo foi recolhido ao cartório do distrito sede.

### Saneamento
O serviço de abastecimento de água é feito pelo Departamento de Água e Esgoto de Marília (DAEM). 

### Energia
A responsável pelo abastecimento de energia elétrica é a CPFL Paulista, distribuidora do grupo CPFL Energia.

## Religião

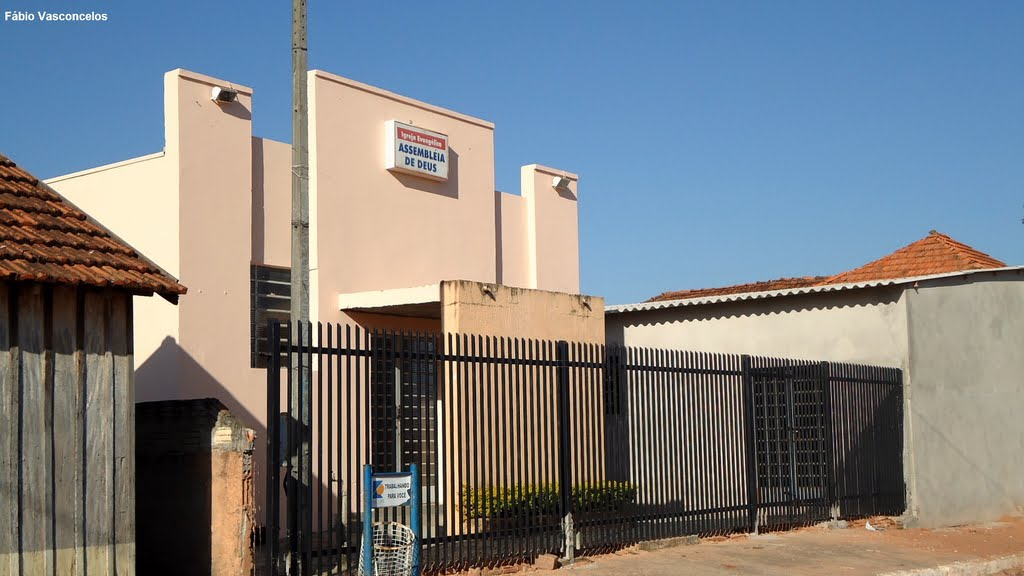
Assembleia de Deus.

O Cristianismo se faz presente no distrito da seguinte forma:

### Igreja Católica
- A igreja faz parte da Diocese de Marília[13].

### Igrejas Evangélicas
- Assembleia de Deus - O distrito possui uma congregação da Assembleia de Deus Ministério do Belém, vinculada ao Campo de Marília. Por essa igreja, através de um início simples, mas sob a benção de Deus, a mensagem pentecostal chegou ao Brasil. Esta mensagem originada nos céus alcançou milhares de pessoas em todo o país, fazendo da Assembleia de Deus a maior igreja evangélica do Brasil[14][15].